# Province du Verbano-Cusio-Ossola
La province du Verbano-Cusio-Ossola est une province italienne du Piémont. En 2016, sa population est de 159 714 habitants.
Elle a été établie en 1992 par la séparation de 77 communes de la province de Novare. Elle a pour capitale la seule ville de Verbania, à partir de laquelle est déterminée la plaque d'immatriculation « VB ».
Située dans la partie nord de la région, elle est bordée à l'ouest, au nord et au nord-est par la Suisse (canton du Tessin et du Valais), au sud-est par la Lombardie (province de Varèse) et au sud-ouest par les provinces de Novare et de Verceil. Elle fait historiquement partie de la région de l'Insubrie.

## Géographie
La province a été formée par la fusion de trois zones géographiques distinctes qui lui donnent son nom : le Verbano, le Cusio (it) et le val d'Ossola et dont les principaux centres de population sont respectivement Verbania, Omegna et Domodossola.
Le territoire de la province est presque entièrement vallonné et montagneux, les seules zones relativement plates sont le val d'Ossola, le long de la rivière Toce, de Crevoladossola à l'embouchure dans le lac Majeur à Gravellona Toce.
L'altitude varie de 193 m au lac Majeur à 4 609 m au sommet du Nordend (mont Rose).
Les massifs alpins de la province sont les Alpes pennines (en particulier le mont Rose et les Alpes cusianes (it)) et les Alpes lépontines.

### Hydrographie et climat

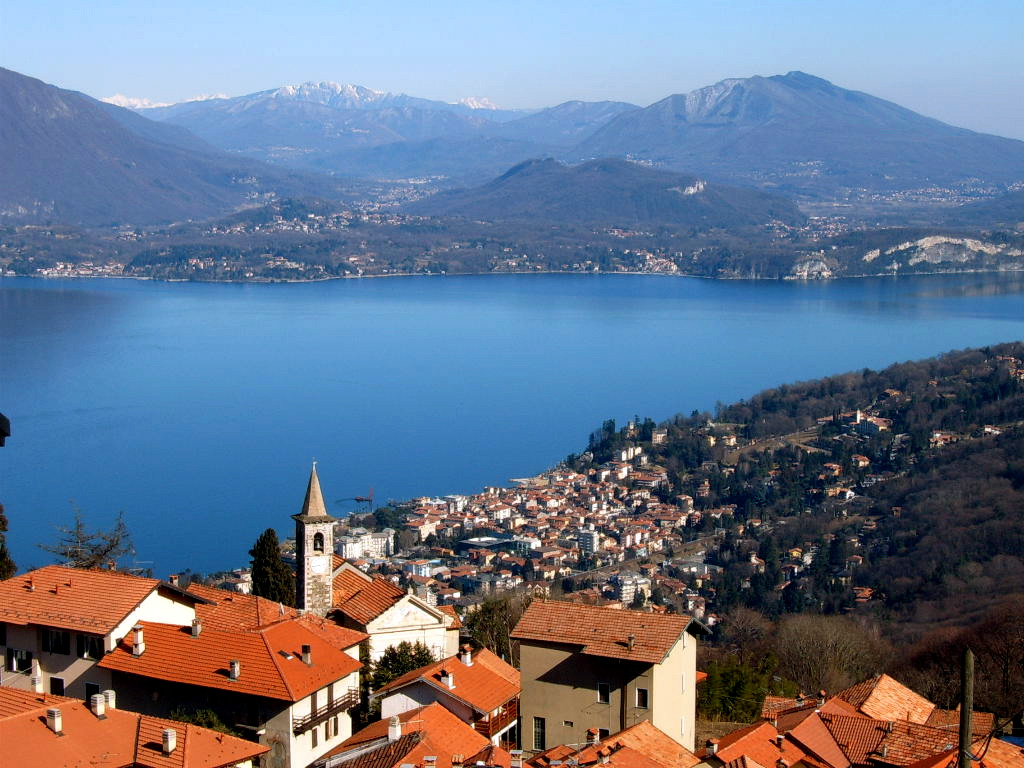
Lac Majeur vu de Stresa, dans la province italienne du Verbano-Cusio-Ossola, région du Piémont.

La province comprend une grande partie de la rive ouest du lac Majeur, de Belgirate à la frontière suisse, en plus du petit lac de Mergozzo et la partie nord du lac d'Orta (ou Cusio).
La rivière la plus importante est le Toce, affluent du lac Majeur et principal affluent du Tessin. Il traverse l'ensemble du Val d'Ossola, du nord au sud en collectant des eaux des rivières qui descendent des vallées latérales. La province fait entièrement partie du bassin hydrographique du Tessin.
Le climat varie considérablement selon la situation: sur les plus hauts sommets (plus de 3 000 mètres), on trouve de la neige avec des températures inférieures à zéro la plupart de l'année. Dans les montagnes et dans les vallées secondaires, le climat est alpin avec de longs hivers froids et très enneigés et des étés courts et frais. Dans l'Ossola, des zones plates jusque dans les environs du lac Majeur, le climat est préalpin. Les hivers sont froids, modérément neigeux et les étés chauds (bien que dans une moindre mesure que de nombreuses régions de la vallée du Pô).
Sur les rives du lac Majeur prédomine un climat tempéré avec des hivers froids, mais plus doux que les régions intérieures, et des étés chauds, mais aussi atténués par la présence du grand bassin du lac. En été, la région est entièrement affectée par de fortes amplitudes, tandis qu'en hiver, les chutes de neige sont abondantes sur les collines alpines.
Les précipitations sont abondantes, surtout en automne et au printemps, ce qui fait de la province du Verbano-Cusio-Ossola l'une des régions les plus humides de l'Italie.

## Histoire
L'histoire de la Province du Verbano-Cusio-Ossola est étroitement liée à la province de Novare dont elle dépendait jusqu'en 1992, année de la création de la province.
Au IIe siècle après Jésus-Christ, une voie romaine permettait de traverser le col du Simplon en direction de la Civitas Vallensium, qui correspond aujourd'hui au canton du Valais. La région a été christianisée entre le IVe et le Ve siècle après la chute de l'Empire romain d'Occident. Les Ostrogoths puis les Lombards ont occupé la zone. En 774, Charlemagne conquiert le Royaume lombard.
En 1291, le conte de Castello a vendu Simplon et Gondo a l'évêque de Sion, Boniface de Challant. Plus tard, vers le XVe siècle la région passe aux mains des Visconti de Milan et plus tard aux Sforza.
À cette époque, le territoire passe sous domination espagnole. Au XVIIIe siècle le territoire est conquis par la maison de Savoie avec Victor-Amédée II. Ils resteront en place durant la domination napoléonienne jusqu'à l'unification de l'Italie.
En 1929, la commune de Campello Monti qui dépendait jusqu'alors à la Province de Verceil a été annexée à Valstrona (qui dépendait alors de la Province de Novare et aujourd'hui de la Province du Verbano-Cusio-Ossola). En 1976, a été constituée la circonscription autonome du Verbano-Cusio-Ossola avec pour siège Domodossola, Omegna et Verbania. Entretemps l'Union de l'Ossola pour l'autonomie a été créée à la suite de pressions faites sur le gouvernement italien. La province du Verbano-Cusio-Ossola a été finalement créée en 1992.
Le 21 octobre 2018 s'est tenu un référendum consultatif sur la possibilité de détacher la province du Piémont afin de la rattacher à la Lombardie. Vu la faible participation avec 47 603 votants au total alors que 71 688 votants favorables étaient nécessaires, le changement de région a été considéré comme rejeté.

## Culture
En 2003, le mont Sacré de Domodossola et le mont Sacré de la Sainte Trinité de Ghiffa ont été inscrits au Patrimoine mondial par l'Unesco.

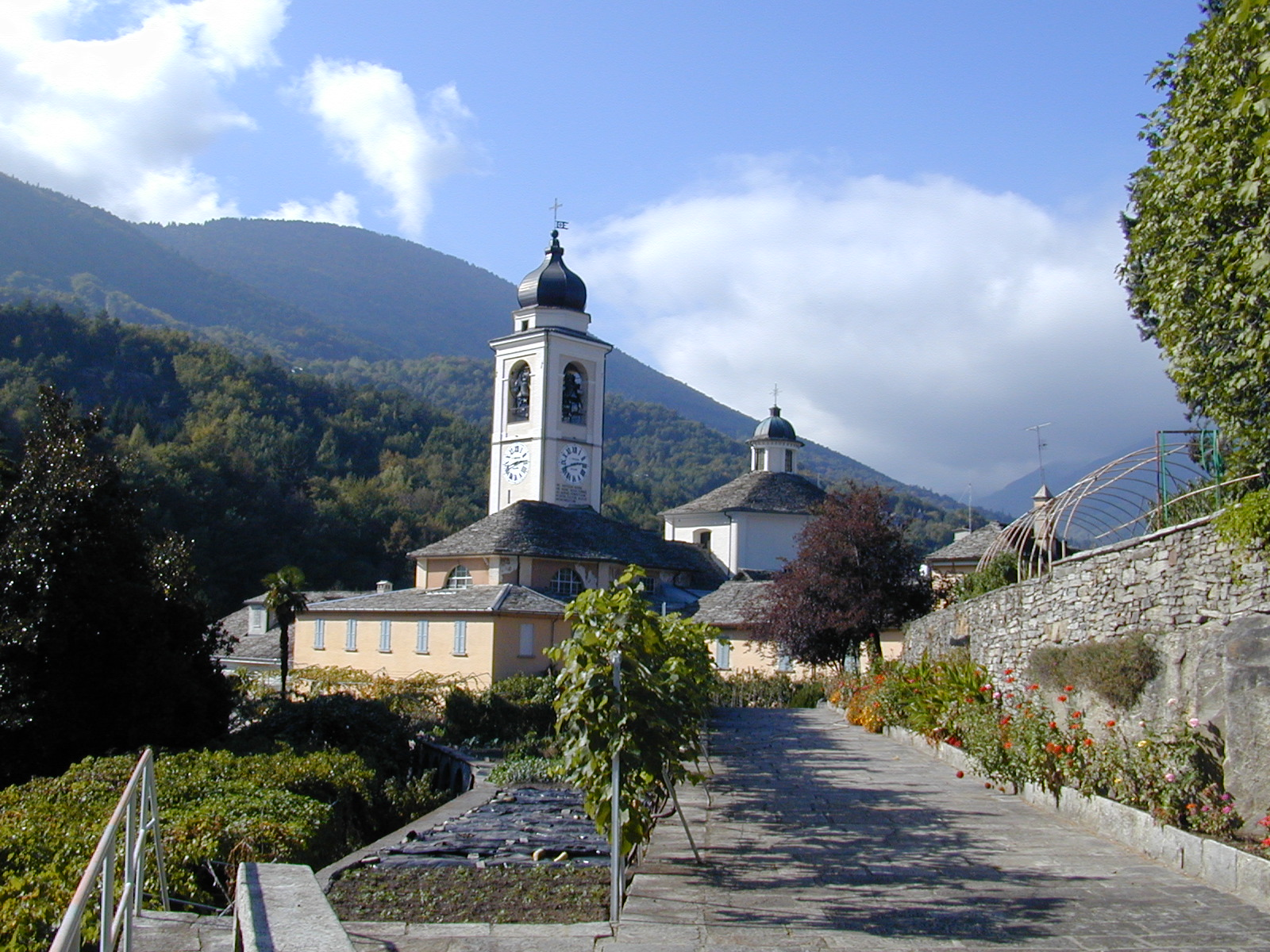
Mont Sacré de Domodossola.
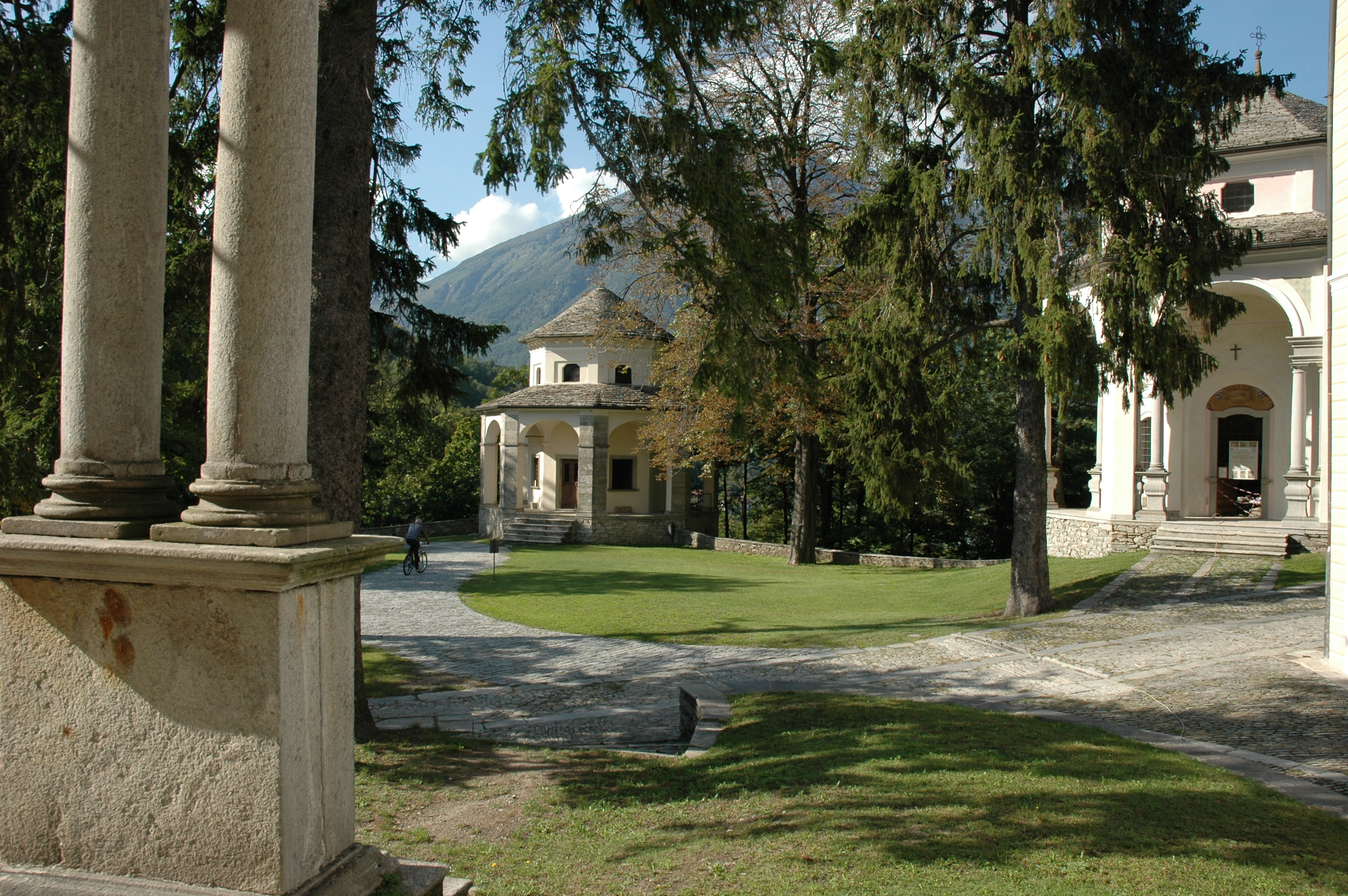
Mont Sacré de Domodossola Vues des chapelles IX et XI.
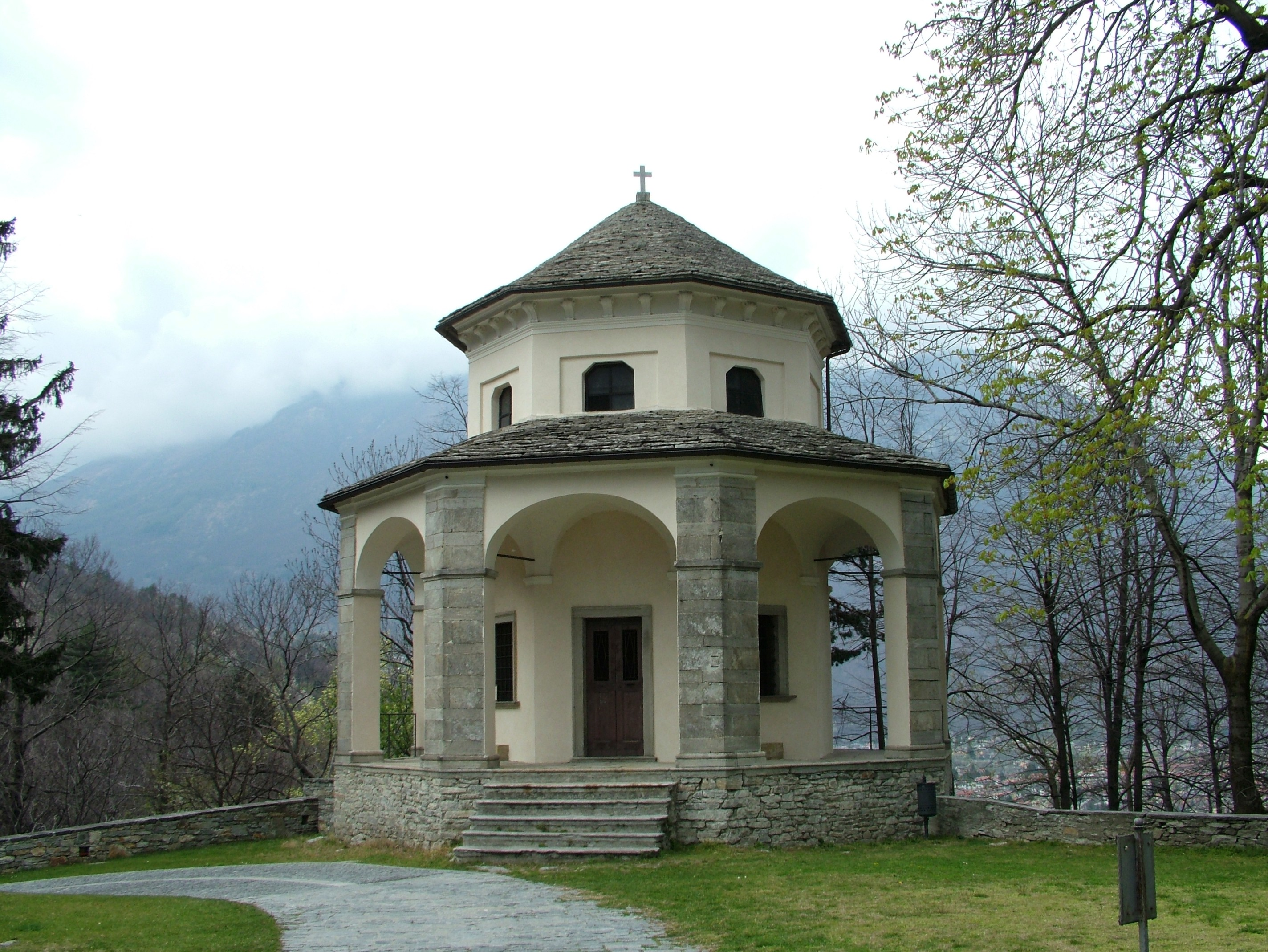
Mont Sacré de Domodossola Chapelle IX.
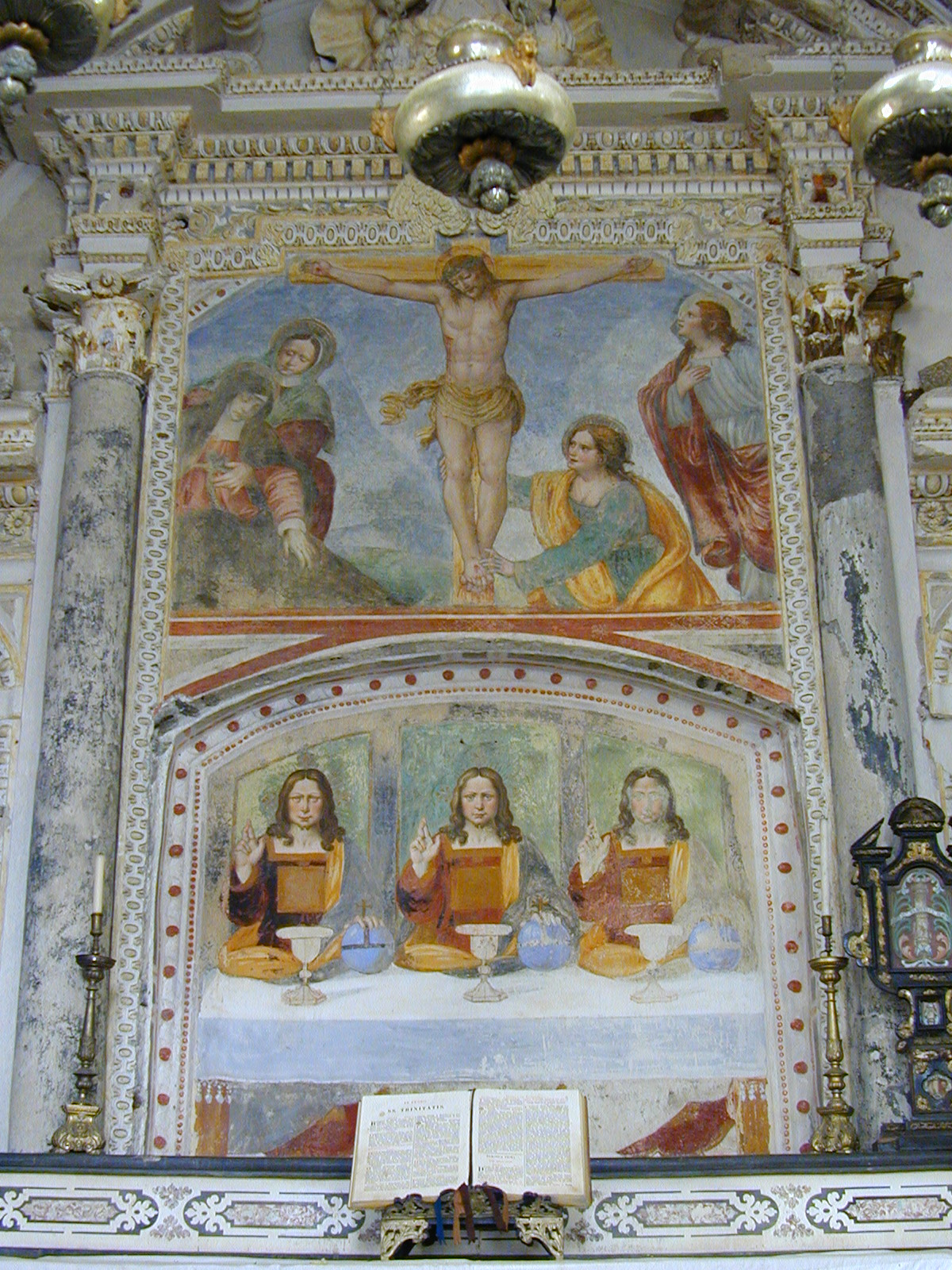
Mont Sacré de la Sainte Trinité de Ghiffa Crucifixion et Trinité, XVIe siècle.
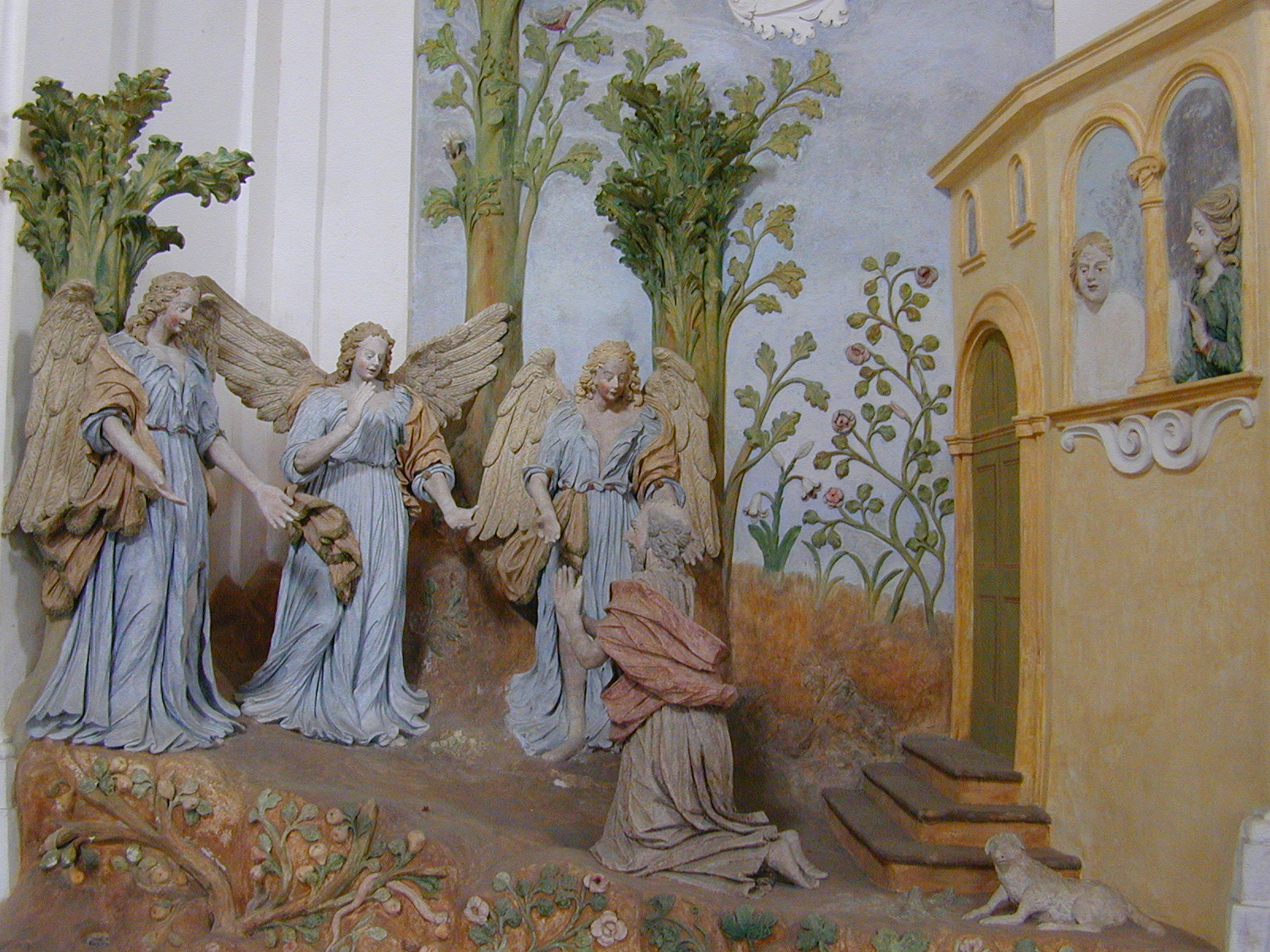
Mont Sacré de la Sainte Trinité de Ghiffa Artiste inconnu du XVIIIe siècle : Trois Anges se rendant chez Abraham.
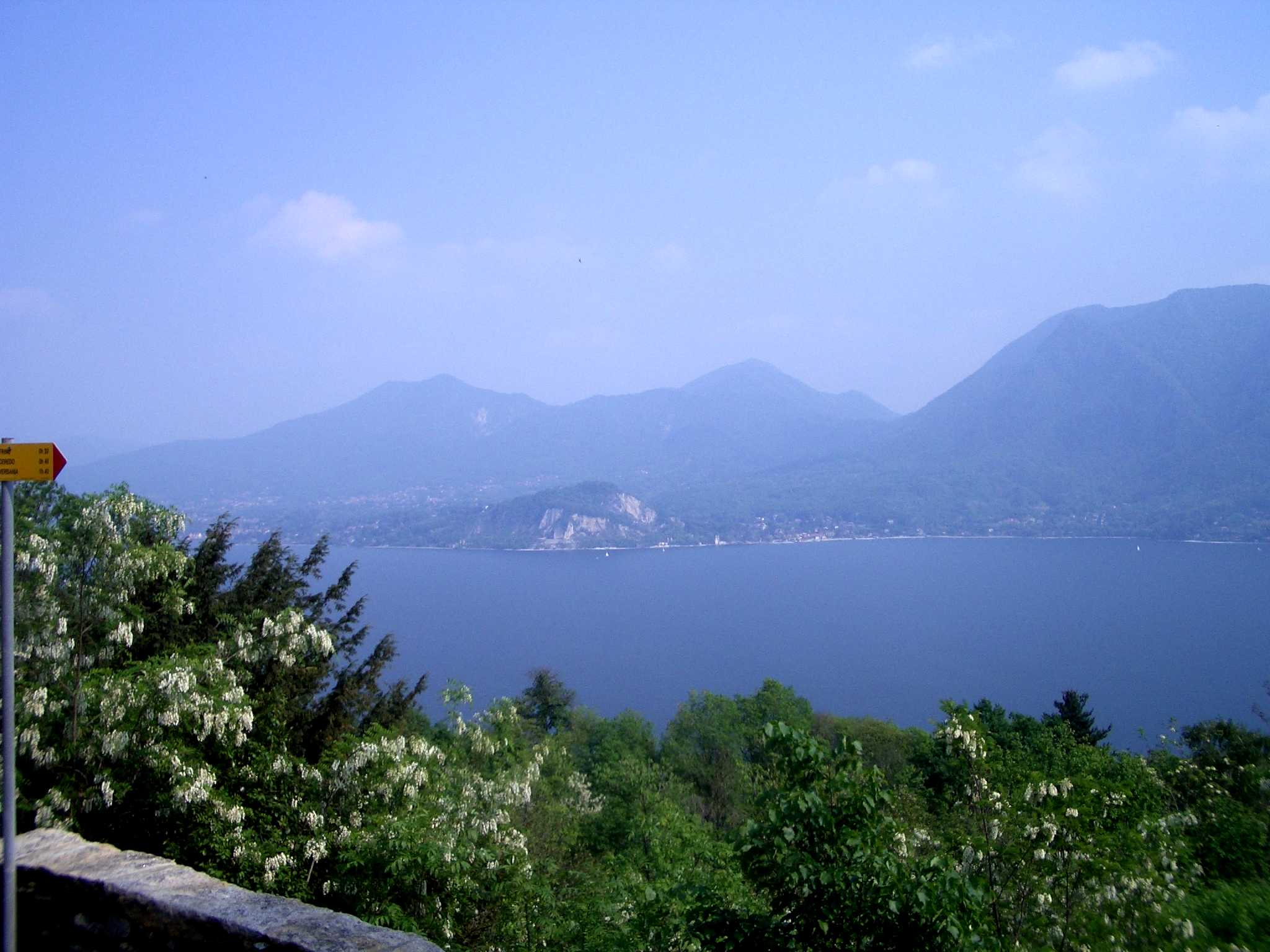
Mont Sacré de la Sainte Trinité de Ghiffa, Sanctuaire Panorama depuis les monts Sacrés du Piémont et de la Lombardie.